# Gajdamak (1893)
Gajdamak (ros. Гайдамак) – rosyjska kanonierka torpedowa z końca XIX wieku i wojny rosyjsko-japońskiej, jedna z sześciu jednostek typu Kazarskij. Okręt został zwodowany w lipcu 1893 roku w stoczni Crichton w Turku, a do służby w Marynarce Wojennej Imperium Rosyjskiego wszedł w 1894 roku, z przydziałem do Eskadry Oceanu Spokojnego. Jednostka została zatopiona przez własną załogę 2 stycznia 1905 roku w Port Artur. W październiku 1905 roku okręt został podniesiony przez Japończyków i w roku 1906 wcielony w skład Cesarskiej Marynarki Wojennej pod nazwą „Shikinami”. Jednostka została wycofana ze służby w 1913 roku i następnie złomowana.

## Projekt i budowa
„Gajdamak” był jedną z sześciu kanonierek torpedowych typu Kazarskij (klasyfikowanych początkowo w Rosji jako krążowniki torpedowe) . Pierwsze trzy jednostki zamówiono i zbudowano w Niemczech, trzy kolejne powstały w stoczniach krajowych .
Okręt zbudowany został w stoczni Crichton w Turku. Stępkę jednostki położono w 1892 roku, a zwodowany został w lipcu 1893 roku .

## Dane taktyczno-techniczne
Okręt był niewielką, jednokominową kanonierką torpedową z dwoma masztami. Długość całkowita wykonanego ze stali kadłuba wynosiła 60,2 metra, szerokość 7,42 metra i zanurzenie 3,25–3,5 metra . Wyporność normalna wynosiła 400 ton, a pełna 432 tony . Okręt napędzany był przez pionową maszynę parową potrójnego rozprężania o mocy 3500 KM, do której parę dostarczały dwa kotły lokomotywowe . Jednośrubowy układ napędowy pozwalał osiągnąć prędkość 21-22,5 węzła . Okręt mógł zabrać zapas węgla o maksymalnej masie 90 ton, co zapewniało zasięg wynoszący 1640 Mm przy prędkości 15 węzłów .
Okręt wyposażony był w dwie pojedyncze wyrzutnie torped kalibru 381 mm (jedna stała na dziobie, druga obracalna na pokładzie) . Uzbrojenie artyleryjskie stanowiło sześć pojedynczych dział kalibru 47 mm Hotchkiss M1885 L/40 i trzy pojedyncze działka kalibru 37 mm L/20, także Hotchkiss .
Załoga okrętu liczyła 65 oficerów, podoficerów i marynarzy .

## Służba

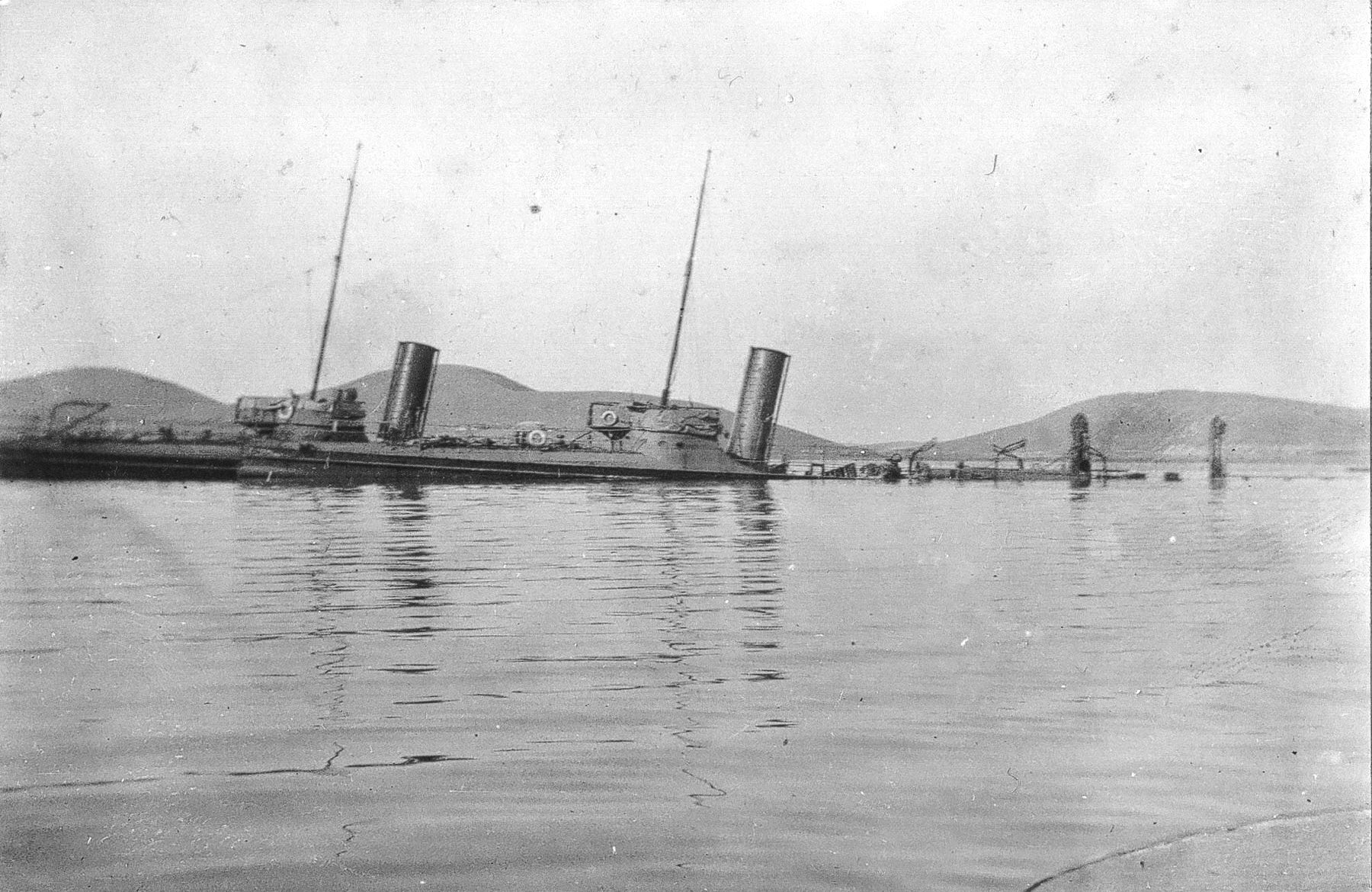
Zatopione „Gajdamak” i „Wsadnik” w Port Artur

„Gajdamak” został wcielony do służby w Marynarce Wojennej Imperium Rosyjskiego w 1894 roku . W momencie wybuchu wojny rosyjsko-japońskiej jednostka wchodziła w skład 2. Flotylli Niszczycieli I Eskadry Oceanu Spokojnego. 27 marca 1904 roku „Gajdamak” i siostrzany „Wsadnik” zostały użyte do trałowania redy Port Artur, wykorzystując trał Szulca holowany przez obie jednostki. Rankiem 23 czerwca obie kanonierki stanowiły osłonę zespołu trałowców, mających oczyścić drogę dla ucieczki do Władywostoku zablokowanej w Port Artur rosyjskiej floty, odpierając atak japońskich niszczycieli. Siły rosyjskie, liczące sześć pancerników, jeden krążownik pancerny, dwie wymienione wyżej kanonierki torpedowe i siedem niszczycieli po napotkaniu okrętów japońskich zawróciły do bazy, rezygnując z próby przerwania blokady. 3 i 4 lipca obie kanonierki ostrzeliwały oddziały nieprzyjaciela podczas rosyjskiego kontrataku mającego na celu odzyskanie górujących nad bazą wzgórz. Pod koniec lipca zespół rosyjskich okrętów (w tym „Gajdamak”) wspomagał ogniem artyleryjskim broniące bazy wojska lądowe, odpierając ataki jednostek japońskich.
Tuż przed zajęciem Port Artur przez Japończyków, w nocy z 1 na 2 stycznia 1905 roku jednostka została samozatopiona w basenie portowym przez załogę, która użyła do tego głowic torped .
Okręt został podniesiony przez Japończyków 7 października 1905 roku i skierowany na remont do stoczni Takeshiki. Po jego zakończeniu (i wymianie kotłów na Miyabara) został w 1906 roku wcielony w skład Cesarskiej Marynarki Wojennej pod nazwą „Shikinami” (敷波) . Jednostka została wycofana ze służby w 1913 roku i złomowana w roku następnym .